# Rosalía (cantante)
Rosalía Vila Tobella, conosciuta semplicemente come Rosalía (Sant Cugat del Vallès, 25 settembre 1992), è una cantautrice, produttrice discografica e attrice spagnola.
Formatasi musicalmente a Barcellona, ha raggiunto la notorietà in patria nel 2017 col suo primo album in studio Los ángeles, co-scritto e prodotto da Raül Refree. L'anno seguente viene messo in commercio il secondo album El mal querer, trainato dai singoli Malamente, Pienso en tu mirá e Di mi nombre, con cui si è imposta all'attenzione della critica e del pubblico internazionali. L'affermazione definitiva avviene a partire dal 2019 con la pubblicazione del fortunato singolo Con altura, che precede la realizzazione di numerose collaborazioni con artisti e musicisti del calibro di Bad Bunny, Billie Eilish, Lil Baby, Ozuna, Pharrell Williams, The Weeknd e Travis Scott. Sulla scia di questi successi, la pubblicazione del terzo album, l'acclamato Motomami, risale al marzo 2022.
Interprete di un pop latino innovativo e sofisticato, influenzato dalle sonorità tipiche del flamenco, Rosalía ha contribuito a espandere il successo della musica in lingua spagnola al di fuori dei confini del mercato latino arrivando a «rivoluzionare il suono mainstream odierno», motivo per cui le è stato conferito il Rising Star Award nell'ambito dei Billboard Women in Music 2019. Nel corso della sua carriera, Rosalía si è aggiudicata numerosi riconoscimenti musicali, tra i quali spiccano undici Latin Grammy Awards, due MTV Europe Music Awards, quattro MTV Video Music Awards e due Grammy Award per il miglior album latino rock, urban o alternativo vinti nel 2020 e nel 2023, rispettivamente grazie a El mal querer e Motomami. Nell'edizione 2020, ha anche segnato la storia dei Grammy per essere stata la prima artista con una discografia interamente in lingua spagnola nominata nella categoria di miglior artista esordiente.

## Biografia e carriera
Rosalía Vila Tobella è nata all'Hospital Universitari General de Catalunya di Sant Cugat del Vallès il 25 settembre 1992 ed è cresciuta a Sant Esteve Sesrovires, un piccolo comune nell'entroterra della Catalogna sito a nord di Barcellona. È la figlia minore di Pilar Tobella, una donna d'affari catalana che gestisce l'azienda di famiglia da decenni, e José Manuel Vila, originario di Cudillero, nelle Asturie; i genitori di quest'ultimo provengono dalla Galizia e Andalusia, e il bisnonno da Cuba. I genitori si sono separati nel 2019. Ha una sorella maggiore, Pilar "Pili" Vila, che lavora con Rosalía come sua stilista personale. Parla fluentemente il catalano, lo spagnolo e l'inglese.

Firma di Rosalía

Rosalía ha espresso interesse per le arti dello spettacolo sin dalla tenera età, soprattutto dopo aver scoperto la discografia di Camarón de la Isla. Ha iniziato a formarsi musicalmente all'età di 16 anni presso il Taller de Músics di Barcellona, frequentando un corso della durata di sei anni. Pur avendo iniziato gli studi in una scuola di El Raval, per via dei suoi voti alti e delle numerose raccomandazioni, si è trasferita alla scuola superiore di musica della Catalogna per completare gli studi. Contemporaneamente, ha lavorato esibendosi come artista a contratto nell'ambito di matrimoni ed eventi musicali minori, per i quali veniva pagata «poco più di 80 euro o scambiando il lavoro con una cena». Durante quel periodo, Rosalía è entrata in contatto con molti artisti spagnoli della scena underground che avrebbero poi avuto successo come La Zowi, Yung Beef, Kaydy Cain, le Hinds e María Escarmiento.
A quindici anni ha partecipato al format spagnolo del programma televisivo Tú sí que vales, sebbene nella circostanza non sia stata selezionata. Nel 2012 è diventata la vocalist dei Kejaleo, un gruppo di musica flamenco con Jordi Franco, Roger Blavia, Cristo Fontecilla, Diego Cortés e Xavi Turull. Il collettivo ha pubblicato un album, Alaire, nel 2013. Nello stesso anno, Rosalía ha lavorato professionalmente con Juan "Chicuelo" Gómez per promuovere la colonna sonora di Blancanieves al Panama International Film Festival 2013 in sostituzione di Sílvia Pérez Cruz e al Festival Grec de Barcelona per l'opera di danza contemporanea De Carmen. Nel 2015 ha collaborato con La Fura dels Baus in uno spettacolo artistico presentato a Singapore. È stata scelta come artista di apertura per i concerti di Miguel Poveda al Festival Internazionale di Musica di Cadaqués e anche al Festival Jazz di Jerez nel 2016. Ha lavorato con Rocío Márquez nella presentazione del suo album El Niño, prodotto da Raül Refree, durante l'edizione 2015 del Primavera Sound Festival. Sempre nel 2015 ha anche lavorato con il marchio di abbigliamento Desigual ed eseguito il jingle della loro campagna Last Night Was Eternal. Nello stesso anno ha pubblicato il singolo di beneficenza Un millón de veces, i cui proventi vennero devoluti per finanziare la ricerca sull'autismo.

### 2016-2017:Los ángeles
Nel 2016 ha esordito nel mercato musicale attraverso la collaborazione al singolo Antes de morirme eseguito in collaborazione del rapper C. Tangana; il brano ha acquisito notorietà a livello spagnolo e internazionale nel 2018, in seguito al suo inserimento all'interno della popolare serie televisiva Netflix Élite. Nel 2016, Rosalía si è esibita davanti a una folla di cento persone al Tablao del Carmen, un locale di musica flamenco all'interno del museo Poble Espanyol di Barcellona. Tra il pubblico era presente anche Raül Refree, che Rosalía aveva invitato allo spettacolo. Successivamente, i due hanno iniziato a lavorare insieme per la realizzazione di due progetti discografici, anche se tale proposito è stato accantonato dopo la pubblicazione di Los ángeles. Rosalía ha firmato un contratto discografico con l'etichetta Universal Music a fine 2016 e si è trasferita in California.

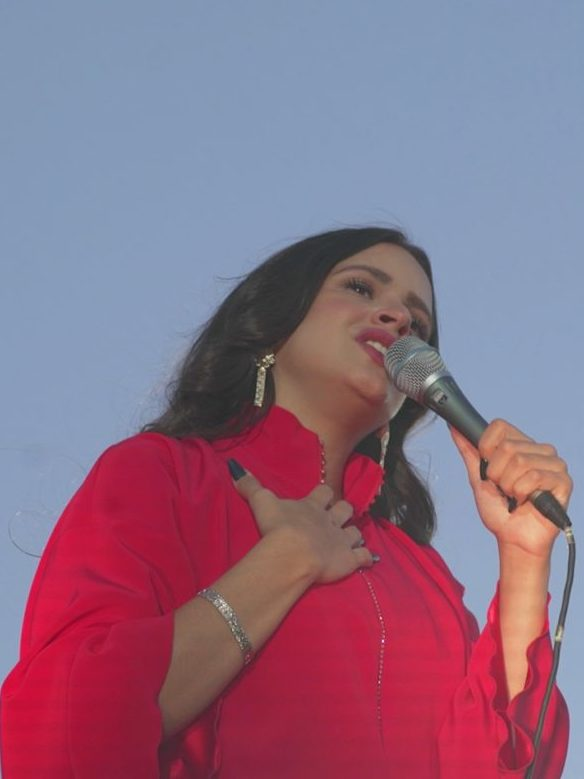
Rosalía a Madrid nel 2017

Il 10 febbraio 2017 è stato diffuso il videoclip del primo singolo ufficiale della cantante, intitolato Catalina. Los ángeles, il primo album in studio di Rosalía prodotto e co-interpretato da Raül Refree, è stato presentato nello stesso periodo. Il disco, che contiene riarrangiamenti di vari classici della musica flamenco, ha raggiunto il nono posto nella classifica spagnola. L'album viene ampiamente considerato dalla critica specializzata uno dei migliori di quell'annata e per questo motivo Rosalía è stata nominata come miglior nuova artista agli annuali Latin Grammy Awards. Sempre nel 2017, l'emittente radiotelevisiva pubblica spagnola RTVE ha invitato la cantante a prendere parte alla procedura di preselezione per decretare l'artista che avrebbe rappresentato la Spagna all'Eurovision Song Contest 2017, offerta che la cantante ha dovuto declinare a causa di conflitti di programmazione con la promozione del suo disco di debutto.
Rosalía e Raül Refree hanno intrapreso un tour di concerti, il Los ángeles tour, a supporto dell'album. Il tour è iniziato l'11 febbraio 2017 a Granada e si è concluso il 1º marzo 2018 al Palau de la Música Catalana di Barcellona. Durante il tour, nel 2017, la cantante spagnola Bebe ha assistito a un loro concerto insieme al collega Juanes, che è rimasto colpito dalle capacità artistiche di Rosalía al punto da chiedere alla sua manager Rebeca León di lavorare con lei. León ha successivamente acconsentito a rappresentare la cantante attraverso la sua casa di produzione Lionfish Entertainment; la collaborazione tra le due è proseguita fino al gennaio 2023.

### 2018-2020:El mal querere successo internazionale
Il 25 maggio 2018 Rosalía ha figurato come artista ospite nell'album Vibras di J Balvin, contribuendo vocalmente alla traccia Brillo. Cinque giorni più tardi, è stato pubblicato il singolo Malamente, che ha ottenuto un riscontro commerciale positivo spingendosi fino al secondo posto nella classifica dei singoli spagnola e cinque dischi di platino per le 200 000 unità vendute a livello nazionale, nonché un disco di platino dalla Recording Industry Association of America per aver venduto più di 60 000 copie negli Stati Uniti d'America. Il brano si è anche aggiudicato due Latin Grammy Awards nelle categorie di miglior interpretazione urban/fusion e miglior canzone alternativa.
I due singoli successivi pubblicati dall'artista, Pienso en tu mirá e Di mi nombre, certificati rispettivamente doppio disco di platino e disco di platino in Spagna, hanno bissato il successo del predecessore: Di mi nombre ha regalato a Rosalía il suo primo singolo numero uno nella classifica spagnola. Tutte e tre i singoli hanno anticipato la pubblicazione del secondo album di inediti El mal querer, che è stato messo in commercio a partire dal novembre 2018. Il disco, un concept album liberamente ispirato al romanzo medievale Roman de Flamenca frutto della collaborazione della cantante con il produttore El Guincho, è arrivato alla vetta della classifica spagnola ed è stato certificato triplo disco di platino per aver venduto più di 120 000 copie; con il suo ingresso nelle classifiche di Belgio, Paesi Bassi, Portogallo e Svizzera ha anche segnato l'esordio internazionale dell'artista. Elogiato dalla critica specializzata, El mal querer è stato inserito in numerose liste relative ai migliori album dell'anno ed è stato premiato con due Latin Grammy Awards e soprattutto un Grammy Award vinto nel 2020. Rolling Stone lo ha anche incluso nell'edizione aggiornata al 2020 dei cinquecento migliori album della storia.

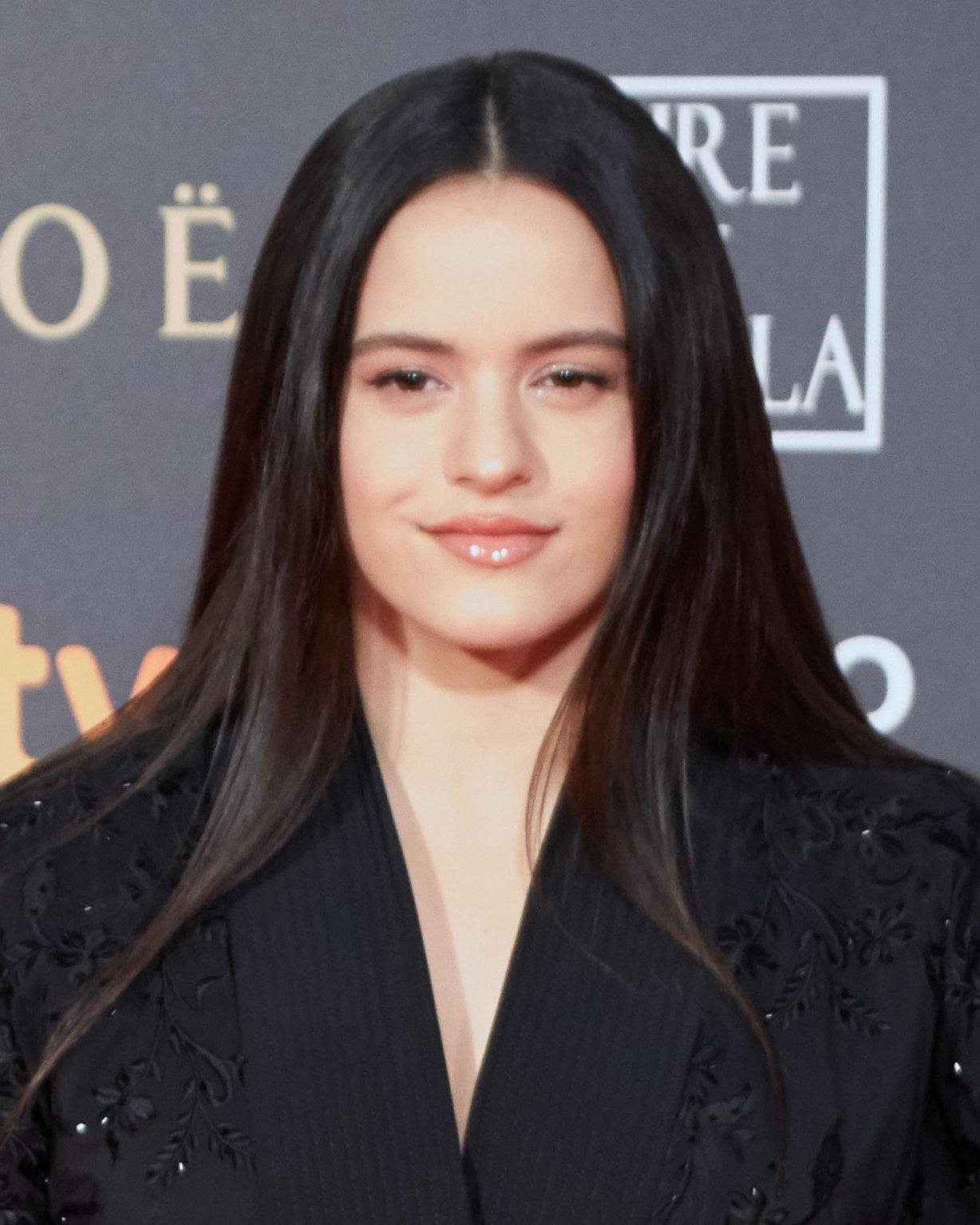
Rosalía ai Premi Goya 2019

Nel 2019 Rosalía ha avuto un ruolo nella pellicola Dolor y gloria di Pedro Almodóvar, con protagonisti Antonio Banderas e Penélope Cruz. Tuttavia, questa non era la prima volta in cui Rosalía è stata coinvolta in una produzione audiovisiva: l'anno precedente, la cantante ha eseguito la sigla della seconda stagione della serie televisiva Paquita Salas e contribuito vocalmente alla colonna sonora della commedia spagnola Arde Madrid. Nel febbraio 2019, nell'ambito della 33ª edizione dei Premi Goya, Rosalía si è esibita insieme all'Orfeó Català sulle note di una reinterpretazione del brano Me quedo contigo del gruppo Los Chunguitos, la quale ha ricevuto il plauso universale della critica e del pubblico. Per promuovere El mal querer, Rosalìa ha intrapreso una tournée mondiale che ha interessato l'America del Sud, l'America del Nord, l'Europa e il Marocco da marzo 2019. Durante il tour, ha preso parte ai festival musicali Lollapalooza, Glastonbury, Coachella e Primavera Sound, la cui esibizione ha catturato l'interesse di 63 000 partecipanti. Il tour si è concluso a dicembre 2019 con tre eventi sold-out tenuti tra il Palau Sant Jordi di Barcellona e il WiZink Center di Madrid.
Da marzo 2019, con la pubblicazione del singolo Con altura insieme al cantante e produttore El Guincho e il cantante colombiano J Balvin, la cantante ha iniziato a ottenere riconoscenza e popolarità in tutto il mondo: il videoclip musicale di Con altura, diretto da Director X, è stato proclamato il video di un'artista femminile più visualizzato di tutto il 2019 su YouTube con oltre un miliardo di visualizzazioni accumulate. Grazie a Con altura, Rosalía ha vinto i suoi primi due MTV Video Music Awards e un MTV Europe Music Award per la miglior collaborazione. Sempre nel 2019 sono stati pubblicati i singoli Aute cuture, Milionària, Yo x ti, tú x mí e A palé, i primi tre dei quali hanno tutti raggiunto la vetta della classifica spagnola. Milionària, che viene cantato in lingua catalana, è stato distribuito insieme all'EP Fucking Money Man, contenente al suo interno la B-side Dios nos libre del dinero; A palé contiene invece vocali non accreditati del musicista britannico James Blake, con cui la cantante aveva già collaborato alcuni mesi prima al brano di lui Barefoot in the Park. Sempre nel 2019 è figurata tra gli artisti presenti nella colonna sonora della stagione conclusiva della fortunata serie televisiva Il Trono di Spade, per cui ha inciso il brano Me traicionaste insieme al cantautore peruviano A. Chal. Nello stesso anno si è unita ai rapper statunitensi Travis Scott e Lil Baby alla realizzazione del remix del brano di Scott Highest in the Room, inclusa nell'album compilation JackBoys e scelta come singolo radiofonico. Il remix ha ottenuto particolare successo in Nuova Zelanda, dove ha raggiunto la 9ª posizione in classifica ed è stata certificata disco d'oro.
Nel primo semestre del 2020 sono stati messi in commercio i singoli Juro qué, Dolerme e TKN, a distanza di due mesi l'uno dall'altro. Juro que è stato presentato per la prima volta dal vivo durante la 62ª edizione dei Grammy Award, facendo di Rosalía la prima artista spagnola a esibirsi durante la cerimonia di premiazione. Con TKN, per cui Rosalía si è avvalsa nuovamente della collaborazione di Travis Scott, la cantante ha ottenuto il suo primo ingresso nella Billboard Hot 100 statunitense e il brano è diventato virale sulla piattaforma TikTok. Nel mese di giugno successivo, ha affiancato la musicista venezuelana Arca al singolo KLK, mentre a settembre ha preso parte al remix di Relacíon di Sech assieme a Daddy Yankee, J Balvin e Farruko, che ha raggiunto la 64ª posizione della Hot 100 e superato di due posti il picco di TKN. Chiude il 2020 prendendo parte come artista ospite all'album El último tour del mundo di Bad Bunny, con cui ha collaborato alla traccia La noche de anoche. Sebbene non sia stato pubblicato come singolo, il brano è stato eseguito al noto talk show statunitense Saturday Night Live e ha riscosso un enorme successo commerciale a livello internazionale, esordendo al secondo posto della classifica giornaliera dei brani più ascoltati globalmente su Spotify con 6 630 000 riproduzioni e segnando all'epoca il più grande esordio per una canzone completamente cantata in lingua spagnola nella storia.

### 2020-2023:Motomami
Sebbene le sessioni di registrazione per il terzo album di inediti di Rosalía siano iniziate nel 2019, i primi dettagli circa il progetto risalgono all'estate 2020, quando la cantante durante un'intervista aveva proposto una prima data di pubblicazione per lo stesso anno e contestualmente confermato l'esclusione dal progetto di tutti e otto i singoli pubblicati dopo El mal querer e accantonato anche l'idea di pubblicare un box set o una compilation che includesse i suddetti brani. All'inizio del 2020 la cantante si è trasferita a Miami a causa delle restrizioni agli spostamenti imposte dal governo correlate alla pandemia di COVID-19 per poi recarsi in studio di registrazione a Porto Rico e in Repubblica Dominicana. Il 2021 è dedicato a concludere il progetto, concedendosi parallelamente di incidere il brano colonna sonora del secondo episodio speciale della prima stagione della serie televisiva Euphoria; il singolo in questione, intitolato Lo vas a olvidar, è frutto di una collaborazione con la cantante statunitense Billie Eilish. In aggiunta, sempre nel 2021, ha collaborato anche con l'artista dominicana Tokischa alla realizzazione del brano Linda, per cui è stato realizzato un video musicale.
Il terzo album, a cui viene dato il titolo di Motomami, viene ufficialmente annunciato il 2 novembre 2021. Il primo estratto, La fama in collaborazione con The Weeknd, è stato distribuito l'11 novembre successivo; si tratta della seconda collaborazione tra i due dopo il remix della hit Blinding Lights dell'anno precedente. La fama ha debuttato direttamente al vertice della classifica dei singoli spagnola, venendo premiata con un disco di platino a un mese di distanza dalla sua pubblicazione, e ha ottenuto un forte successo commerciale anche in Francia, dove ha scalato le classifiche nel corso dei primi mesi del 2022 fino a raggiungere la top five. In concomitanza con la diffusione della copertina e della lista tracce dell'album, è stato reso disponibile il secondo estratto Saoko il 4 febbraio 2022. Il 24 febbraio Chicken Teriyaki è stato messo in commercio come terzo singolo e, nella settimana precedente alla pubblicazione del disco, Rosalía è stata ospite dei talk show statunitensi The Tonight Show e Saturday Night Live. L'ultima pubblicazione prima dell'uscita dell'album è stata il singolo promozionale Hentai, accompagnato dal relativo videoclip musicale.
Al momento della sua pubblicazione, avvenuta il 18 marzo 2022, Motomami ha ottenuto un buono riscontro sia da parte della critica che del pubblico, debuttando al primo posto delle classifiche spagnola e portoghese e regalando alla cantante il suo primo ingresso nelle classifiche di Canada, Italia, Stati Uniti e Regno Unito. In Spagna, al termine della prima settimana di disponibilità, la cantante ha occupato contestualmente il primo posto in tutte e tre le principali classifiche musicali del paese iberico: oltre a quella degli album, anche quella dei vinili e quella dei brani musicali grazie al successo ottenuto dalla traccia Candy. Premiato con un Grammy Award e quattro Latin Grammy Awards, Motomami a fine 2022 è risultato essere il disco più acclamato dell'anno presso l'aggregatore di recensioni Metacritic con un punteggio di 94/100.

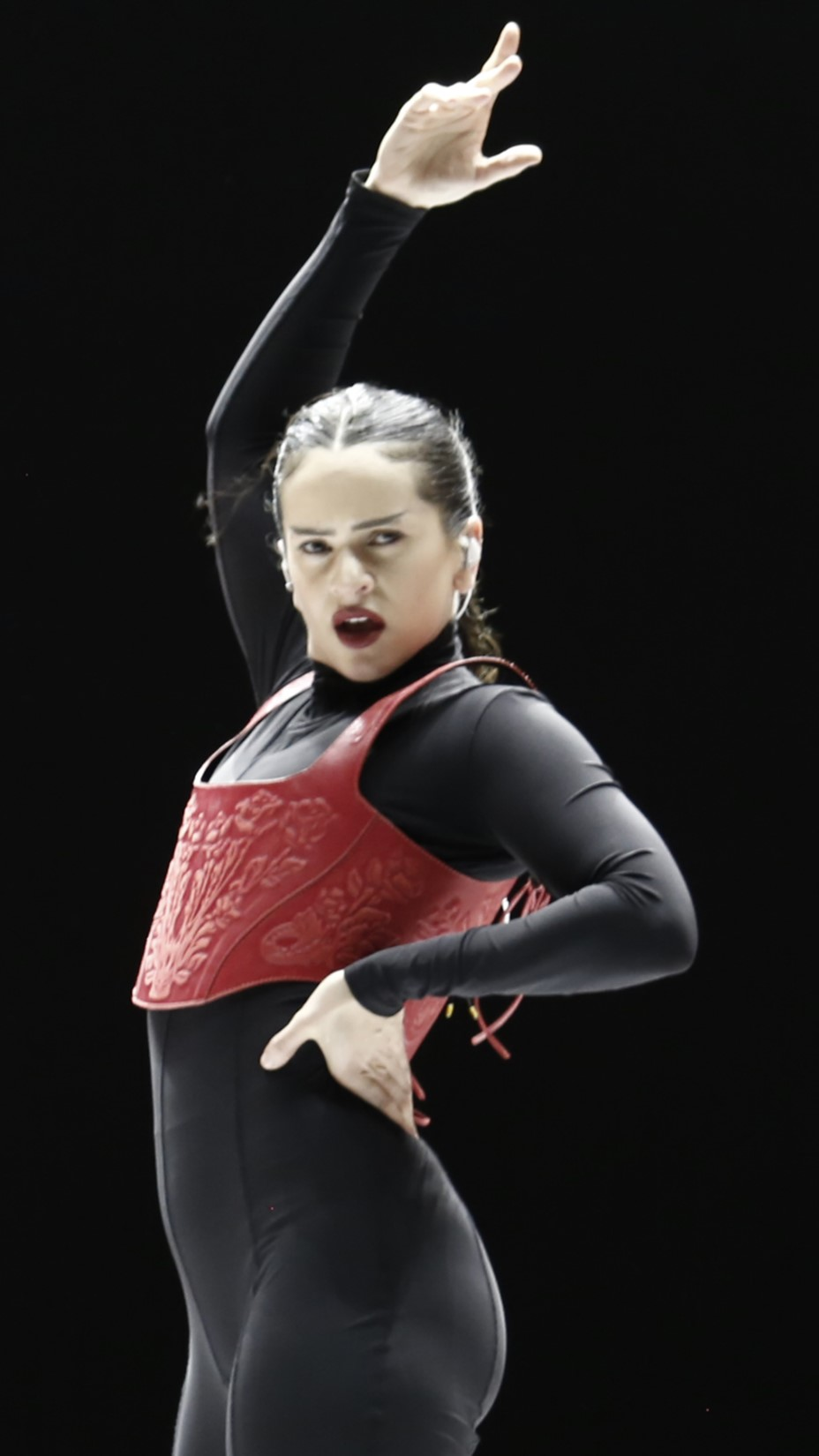
Rosalía a Città del Messico nel 2023

Per promuovere il progetto, Rosalía ha sostenuto il Motomami World Tour con date in Spagna, Europa e nelle Americhe da luglio a dicembre 2022. Si è trattato del terzo tour musicale complessivo della cantante e primo per ordine di capacità. Durante la tappa spagnola del tour ha presentato per la prima volta alcuni inediti, tra cui Despechá, pubblicato come singolo digitale nel mese di luglio. Il singolo ha ottenuto successo a livello internazionale, diventando il primo ingresso di Rosalía come solista nella Billboard Hot 100; il 16 dicembre successivo è stata pubblicata una versione remix del brano insieme alla rapper statunitense Cardi B.
Nel mese di settembre 2022 è stata coinvolta nella realizzazione degli Formula, Vol. 3 del cantante statunitense e noto esponente del genere bachata Romeo Santos e La última misión del duo portoricano Wisin y Yandel, con cui ha rispettivamente inciso il singolo El pañuelo e la rivisitazione del classico Besos mojados. Precedentemente, Santos aveva aiutato Rosalía nella ricerca del repertorio musicale da cui trarre ispirazione per la composizione del suo brano bachata La fama. Il 9 settembre è anche stata diffusa la versione deluxe di Motomami, intitolata Motomami +, con l'aggiunta di otto nuove tracce, inclusi Despechá e gli altri brani presentati in tour e il remix ufficiale di Candy in collaborazione di Chenco Corleone del duo reggaeton Plan B.
Nel gennaio 2023 ha pubblicato il singolo LLYLM, interpretato in catalano e inglese, per promuovere la collaborazione con il marchio di bevande Coca-Cola. Due mesi più tardi, il 24 marzo, è stato messo in commercio l'EP RЯ, realizzato congiuntamente all'allora compagno Rauw Alejandro e composto da tre tracce inedite. In concomitanza con l'uscita del progetto viene estratto come singolo radiofonico Beso, che insieme alla traccia Vampiros è stato supportato da un video musicale. Sempre nel mese di marzo 2023, dal Sud America la cantante ha dato il via alla sua partecipazione a numerosi festival musicali che l'hanno vista esibirsi nuovamente anche negli Stati Uniti e in Europa. L'ultimo concerto nel continente americano si è tenuto il 28 aprile presso la Piazza della Costituzione (El Zócalo) di Città del Messico dinanzi a 160 000 spettatori: trattasi dello spettacolo con maggiori presenze nella carriera della cantante. A giugno 2023 è uscito l'inedito Tuya, mentre il 22 luglio seguente la cantante ha tenuto al Lollapalooza Festival di Parigi il concerto che ha sancito la conclusione dell'era costruita intorno a Motomami. Attraverso un comunicato stampa, è stato confermato che, durante i due anni di promozione dell'album, Rosalía si è esibita dinanzi a quasi due milioni di spettatori in ventuno paesi e tre continenti.
L'annata 2023 si chiude con la scritturazione a manager di Jaime Levine, noto per aver gestito in passato la cantante colombiana Shakira, dopo aver amichevolmente concluso la relazione professionale con Rebeca León e con la pubblicazione di Oral, singolo di beneficenza inciso insieme a Björk e volto a contrastare l'allevamento intensivo di salmone in Islanda (terra natia di Björk).

### 2024–presente: quarto album
Nell'agosto 2024 Rosalía collabora con la rapper thailandese Lisa al singolo New Woman, mentre il mese dopo, in occasione del suo trentaduesimo compleanno, pubblica il singolo promozionale Omega. Sempre al settembre 2024 risalgono le prime indiscrezioni circa il quarto album in studio della cantante, che quest'ultima ha confermato essere in fase di lavorazione.
Nel febbraio 2025 viene ingaggiata da Sam Levinson per interpretare un ruolo nella terza stagione della serie Euphoria, che quattro anni prima l'aveva già vista coinvolta come artista partecipante alla colonna sonora.

## Vita privata
Dal 2016 al 2018, Rosalía è stata legata sentimentalmente al rapper connazionale C. Tangana. I due hanno collaborato al brano del 2016 Antes de morirme e composto insieme otto delle undici tracce contenute all'interno dell'album di Rosalía El mal querer. Dopo la fine della loro relazione avvenuta nel maggio 2018, hanno mantenuto un «rapporto cordiale» fino al dicembre 2020, quando Tangana si è espresso negativamente nei confronti della cantante durante un'intervista con Rockdelux. Da fine 2019 Rosalía ha frequentato il cantante portoricano Rauw Alejandro, il quale le ha dedicato la canzone Aquel Nap ZzZz. La coppia ha pubblicamente confermato la relazione nel settembre 2021, in occasione del ventinovesimo compleanno della cantante. Due anni più tardi, nel marzo 2023, in occasione della pubblicazione del videoclip del loro brano Beso, è stato svelato anche l'avvenuto fidanzamento ufficiale, sebbene nel successivo mese di luglio venga confermata ufficialmente dalla coppia la fine della loro relazione. Dalla fine del 2023 all'estate del 2024 ha avuto una relazione con l'attore statunitense Jeremy Allen White.
Rosalía si è dichiarata favorevole all'aborto volontario. Durante un concerto in Messico, ha indossato un fazzoletto da taschino verde in supporto alla campagna nazionale per il diritto all'aborto legale, sicuro e gratuito nel paese. Attiva sostenitrice dei diritti LGBT e convinta femminista, ha donato tutti i proventi generati da una collaborazione con MAC Cosmetics ad associazioni che supportano la comunità LGBT, le donne e i giovani.
Per quanto concerne le credenze religiose, Rosalía ha ammesso di non aver ricevuto il sacramento del battesimo e di non essere mai stata portata in Chiesa dai genitori. La nonna, di fede cristiana, la portava con sè in Chiesa solo nel caso in cui fosse Rosalía a proporsi spontaneamente. In quel periodo iniziò a credere in Dio, sebbene ad oggi non si identifichi come un membro della Chiesa cattolica in Spagna né come una credente cristiana.
Nell'ambito delle elezioni generali in Spagna del novembre 2019 Rosalía si è pubblicamente schierata contro il movimento politico di estrema destra Vox. Alla richiesta di parlare delle proprie idee politiche durante una conferenza stampa tenuta alcuni giorni dopo, la cantante ha chiarito si trattasse «di una questione estremamente delicata», per cui preferì non esprimersi in merito. Nel maggio 2020 Rosalía ha espresso il proprio disappunto circa la morte di George Floyd e ha preso parte a una delle proteste tenute a Miami, da cui si è congedata in anticipo per poter partecipare a un concerto benefico virtuale organizzato dall'emittente televisiva messicana TeleHit.

## Stile musicale e influenze

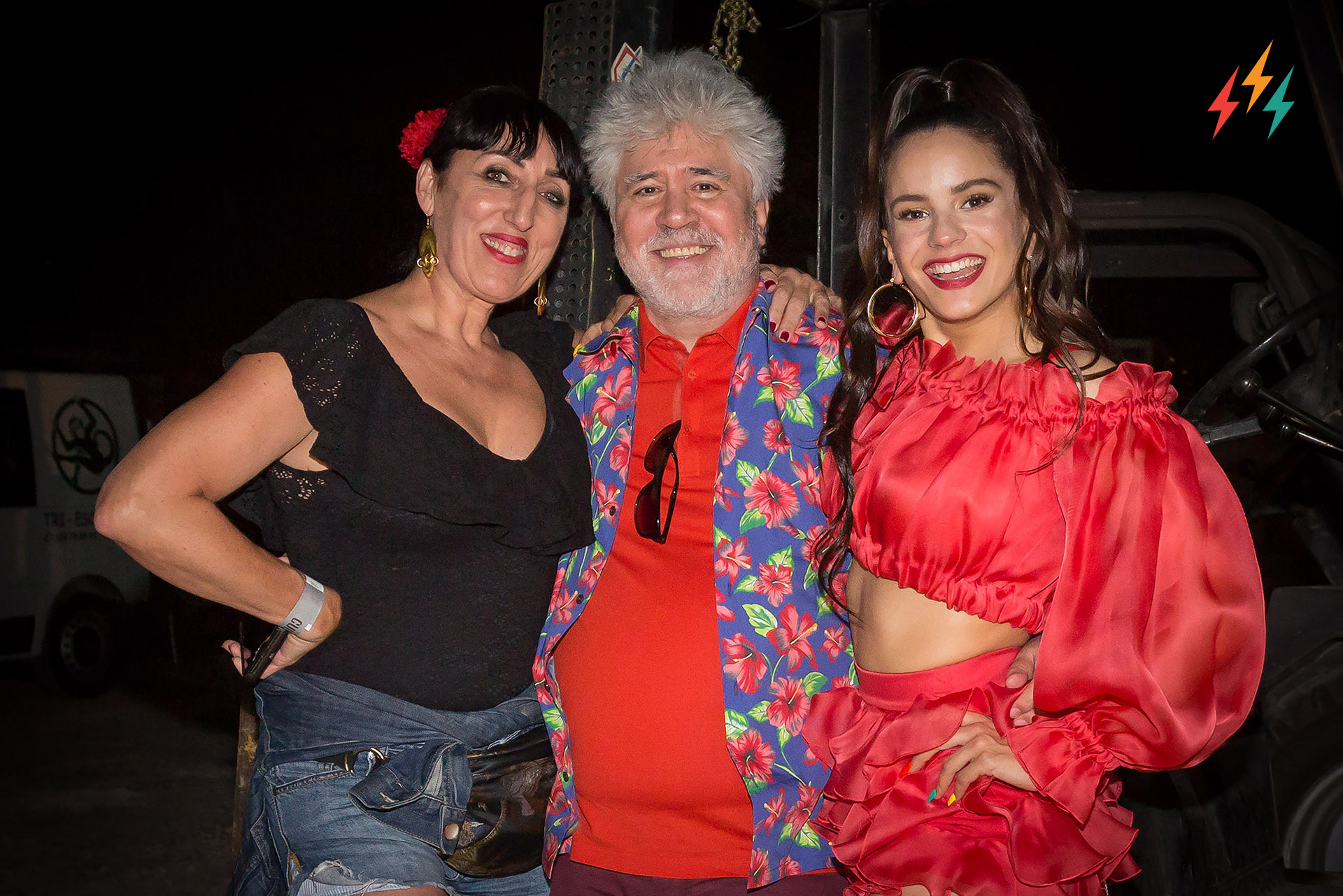
Rosalía insieme all'attrice Rossy de Palma e al regista Pedro Almodóvar, con i quali ha collaborato

La musica di Rosalía è stata descritta come «impegnativa» sia per se stessa che per i suoi ascoltatori, caratterizzata dalla concettualità delle sue opere e dall'inclinazione verso l'esplorazione di generi musicali diversi, evolvendosi dal folk al mainstream e al pop avanguardistico. Rosalía ha iniziato la sua carriera professionale come interprete della musica flamenco: la pubblicazione dell'album di debutto Los ángeles (2017) attesta il modo in cui Rosalía «si pone come cantaora contemporanea che ha meglio compreso i tempi attuali», venendo descritta come «un'anima antica intrappolata in un corpo giovane» a causa della maturità tipicamente richiesta dal genere. La pubblicazione del singolo Malamente (2018) ha portato la critica specializzata ad etichettare la musica di Rosalía come una «fusione eccitante di flamenco e arti moderne», in cui la voce della cantante suona come «un morbido velluto liquido» e che «consuma l'ascoltatore attraverso l'impiego di tamburi e sintetizzatori». El mal querer, per il quale Rosalía resta ispirata alla musica flamenco, è stato descritto da The Guardian come «potente e intelligente allo stesso tempo, più complesso di qualsiasi altra proposta pop latina attualmente presente in classifica».
A partire dal successo internazionale ottenuto dal singolo Con altura, la musica di Rosalía si è evoluta verso sonorità maggiormente orientate ai generi urban e reggaeton. Rolling Stone ha definito il brano come «una versione moderna che attinge alla grande tradizione del flamenco e si ispira ai suoni afro-caraibici». Rosalía l'ha descritto come il suo «personale omaggio al reggaeton classico». Il brano ha segnato una virata stilistica per la cantante verso un suono maggiormente pop e radiofonico: ne costituiscono un esempio gli altri singoli pubblicati nel corso del 2019. Sebbene disponga di un'ampia estensione vocale, Rosalía ricorre spesso all'impiego per fini estetici dell'Auto-Tune sia per registrare le sue canzoni che nelle esibizioni dal vivo. L'acclamato album Motomami (2022) è stato descritto da Rolling Stones come «una delle produzioni più audaci e spericolate degli ultimi anni» e viene considerato come il precursore di una corrente musicale protesa alla «ridefinizione della musica commerciale», attingendo al genere reggaeton come influenza principale e fondendolo con la musica tradizionale dell'America Latina e con altri generi come l'industrial o il jazz.
Rosalía si è avvicinata al mondo del flamenco da adolescente grazie ai musicisti Camarón de la Isla e La Niña de los Peines che, insieme a James Blake, costituiscono le più significative influenze musicali per la cantante. Di La Niña de los Peines apprezza la capacità di essersi inserita con successo all'interno della scena musicale flamenco dell'epoca, nonostante questo fosse «una forma d'arte tradizionalmente maschile, diventando una professionista in un momento storico in cui era molto insolito per le donne ricoprire questo tipo di ruoli». La cantante ha anche rivelato di apprezzare la musica di Kanye West e Frank Ocean; all'interno del libretto dell'album El mal querer ha pubblicamente ringraziato Kendrick Lamar, Diego el Cigala, Lole y Manuel, Pharrell Williams, Héctor Lavoe, Beyoncé ed Estrella Morente per essere stati delle fonti d'ispirazione durante il processo creativo del progetto.
Durante un concerto tenuto in Colombia nel 2022, la cantante ha rivelato di stimare artisticamente Shakira sin da quando era piccola.

## Controversie
Nonostante il successo ottenuto, in virtù del quale Rosalía ha contribuito in prima persona a rendere «la straziante musica dell'Andalusia un fenomeno di interesse globale», la rinascita della musica flamenco accostata all'opera di Rosalía ha stimolato l'apertura di un dibattito circa il tema dell'appropriazione culturale, attivamente discusso sia sulla rete sociale che presso le sedi accademiche: nello specifico, la cantante ha attirato su di sé critiche a livello nazionale e internazionale, venendo tacciata di appropriazione culturale nei confronti dell'etnia gitana spagnola, la quale storicamente rivendica la musica flamenco come un'espressione artistica tipica della propria cultura impugnata come arma di difesa identitaria nei confronti del sentimento di antiziganismo promosso dalle popolazioni europee con l'arrivo dei gitani. Secondo i sostenitori di questa linea di pensiero purista, l'interpretazione della musica flamenco da parte di individui catalani, senza alcun legame identitario con l'Andalusia o con le popolazioni gitane, viene considerata illegittima. D'altra parte, i sostenitori di Rosalía ritengono che, in un mondo globale e interconnesso, in cui l'esposizione alle tradizioni culturali e alle forme d'arte altrui è ampiamente accessibile, il successo della cantante può ispirare l'apprezzamento internazionale di questa forma d'arte, nella stessa misura in cui l'utilizzo di elementi tradizionali spagnoli da parte della cantante Madonna aveva suscitato l'interesse internazionale nei confronti della cultura e dell'arte spagnola. A tal proposito, il New York Times ha preso le difese della cantante scrivendo nel 2019: «Il dibattito sull'appropriazione culturale della cantante spagnola è ingiusto: la sua musica incarna, con autorevolezza, la forma artistica più eloquente della globalizzazione: il rimaneggiamento.» Chiamata in causa sull'argomento durante un'intervista, Rosalía ha replicato affermando che ritiene si tratti più che altro di una questione politica e di privilegi.
La vittoria come miglior video latino conseguita con il brano Con altura agli MTV Video Music Awards 2019 ha portato all'apertura di una discussione correlata, ovvero quella dell'associazione del termine latino, utilizzato per classificare una lingua romanza (come lo spagnolo), con l'omonima espressione utilizzata in lingua inglese per identificare le popolazioni ispaniche dell'America Latina, estendendo il dibattito sull'appropriazione culturale alla possibilità di essere candidata o meno nelle categorie latine alle cerimonie di premiazione internazionali. La questione è stata affrontata anche durante la partecipazione della cantante alla Latin Billboard Music Week del 2020, durante la quale la conduttrice di VP Latin Leila Cobo ha precisato che «Billboard categorizza la musica cantata in lingua spagnola come musica latina», notando come sia «molto interessante il fatto che questo termine venga utilizzato solo negli Stati Uniti d'America». Rosalía ha ammesso di sentirsi «a disagio» quando questo termine viene utilizzato nei suoi confronti, commento che ha sollevato delle critiche sulla rete sociale.

## Discografia
- 2017 – Los ángeles
- 2018 – El mal querer
- 2022 – Motomami

## Tournée
- 2017/18 – Los ángeles tour
- 2019 – El mal querer tour
- 2022 – Motomami World Tour

## Filmografia

### Cinema
- Dolor y gloria, regia di Pedro Almodóvar (2019)

### Televisione
- Euphoria – serie TV (TBA)

### Video musicali
- Adore You di Harry Styles (2019) – narratrice
- WAP di Cardi B e Megan Thee Stallion (2020) – cameo

## Doppiatrici italiane
Nelle versioni in italiano dei suoi film, Rosalía è stata doppiata da:
- Lucrezia Marricchi in Dolor y gloria

## Riconoscimenti
Nel corso della sua carriera, Rosalía ha accumulato complessivamente più di cinquanta riconoscimenti per il suo impegno nell'industria musicale. Tra i premi vinti, spiccano due Grammy Awards, undici Latin Grammy Awards, quattro MTV Video Music Awards, due MTV Europe Music Awards, un iHeartRadio Music Award e cinque LOS40 Music Awards. Inoltre, vanta cinque candidature agli American Music Awards, due ai Billboard Music Awards ed è stata insignita di un Premio Odeón, quest'ultimo considerato come il più prestigioso riconoscimento musicale spagnolo. La cantante è la prima, e finora unica, artista nella storia della musica ad essere candidatura come miglior artista emergente sia ai Grammy Awards che ai Latin Grammy Awards; inoltre, risulta essere la terza artista di sesso femminile più premiata nella storia dei Latin Grammy Awards e l'unica donna ad avere trionfato due volte nella categoria di album dell'anno ai Latin Grammy Awards.
Il segmento spagnolo della rivista Forbes l'ha nominata come una delle «donne spagnole più influenti» sia nel 2020 che nel 2022, mentre Pitchfork considera Rosalía tra gli artisti musicali più rilevanti degli ultimi venticinque anni. Nel 2023 Rolling Stone ha incluso la cantante nella lista relativa ai duecento migliori cantanti della storia, risultando essere l'unica interprete in lingua spagnola menzionata; sempre nel 2023 le è stato conferito l'inaugurale premio di produttrice dell'anno durante i Billboard Women in Music Awards.